# San Nicolás (Palma de Mallorca)
San Nicolás (en catalán Sant Nicolau) es un barrio de Palma de Mallorca, Baleares, España.
El barrio está delimitado por La Lonja, San Jaime, Cort, La Seo y La Misión.
Contaba, a 2007, con una población de 1.738 habitantes.
- Datos: Q6120198